# Circuit de Borsele 2008
La 7e édition du Circuit de Borsele a lieu le 26 avril 2008. La course fait partie du calendrier international féminin UCI 2008 en catégorie 1.2. Elle est remportée par la Néerlandaise Kirsten Wild.

## Récit de la course
La course se conclut au sprint d'un petit groupe de coureuses. Kirsten Wild s'impose largement.

## Classements

### Classement final
| \| Classement général \| Classement général \| Classement général \| Classement général \| Classement général \| \| Coureur \| Coureur \| Pays \| Équipe \| Temps \| \| ------------------ \| -------------------- \| ------------------ \| --------------------------- \| ------------------ \| \| 1re \| Kirsten Wild \| Pays-Bas \| AA Drink-Cycling Team \| 3 h 15 min 55 s \| \| 2e \| Ina-Yoko Teutenberg \| Allemagne \| High Road Women \| + 0 s \| \| 3e \| Marianne Vos \| Pays-Bas \| DSB Bank \| + 0 s \| \| 4e \| Anita Valen de Vries \| Norvège \| Flexpoint \| + 0 s \| \| 5e \| Regina Bruins \| Pays-Bas \| Ton Van Bemmelen-Odysis \| + 0 s \| \| 6e \| Liesbet De Vocht \| Belgique \| Vrienden van het Platteland \| + 0 s \| \| 7e \| Vera Koedooder \| Pays-Bas \| Lotto-Belisol Ladiesteam \| + 24 s \| \| 8e \| Kimberly Anderson \| États-Unis \| High Road Women \| + 44 s \| \| 9e \| Loes Gunnewijk \| Pays-Bas \| Flexpoint \| + 44 s \| \| 10e \| Adrie Visser \| Pays-Bas \| DSB Bank \| + 1 min 56 s \| |                      |            |                             |                 |
| |                      |            |                             |                 |
| Source : Cycling Quotient |                      |            |                             |                 |
| Classement général |                      |            |                             |                 |
| Coureur | Coureur              | Pays       | Équipe                      | Temps           |
| 1re | Kirsten Wild         | Pays-Bas   | AA Drink-Cycling Team       | 3 h 15 min 55 s |
| 2e | Ina-Yoko Teutenberg  | Allemagne  | High Road Women             | + 0 s           |
| 3e | Marianne Vos         | Pays-Bas   | DSB Bank                    | + 0 s           |
| 4e | Anita Valen de Vries | Norvège    | Flexpoint                   | + 0 s           |
| 5e | Regina Bruins        | Pays-Bas   | Ton Van Bemmelen-Odysis     | + 0 s           |
| 6e | Liesbet De Vocht     | Belgique   | Vrienden van het Platteland | + 0 s           |
| 7e | Vera Koedooder       | Pays-Bas   | Lotto-Belisol Ladiesteam    | + 24 s          |
| 8e | Kimberly Anderson    | États-Unis | High Road Women             | + 44 s          |
| 9e | Loes Gunnewijk       | Pays-Bas   | Flexpoint                   | + 44 s          |
| 10e | Adrie Visser         | Pays-Bas   | DSB Bank                    | + 1 min 56 s    |

### Points UCI
| Position           | 1er | 2e | 3e | 4e | 5e | 6e | 7e | 8e | 9e | 10e |
| Classement général | 40  | 30 | 16 | 12 | 10 | 8  | 6  | 3  | 2  | 1   |